# Rousif Housseïnov
 (octobre 2021).
La mise en forme du texte ne suit pas les recommandations de Wikipédia : il faut le « wikifier ».
Les points d'amélioration suivants sont les cas les plus fréquents. Le détail des points à revoir est peut-être précisé sur la page de discussion.
- Les titres sont pré-formatés par le logiciel. Ils ne sont ni en capitales, ni en gras.
- Le texte ne doit pas être écrit en capitales (les noms de famille non plus), ni en gras, ni en italique, ni en « petit »…
- Le gras n'est utilisé que pour surligner le titre de l'article dans l'introduction, une seule fois.
- L'italique est rarement utilisé : mots en langue étrangère, titres d'œuvres, noms de bateaux, etc.
- Les citations ne sont pas en italique mais en corps de texte normal. Elles sont entourées par des guillemets français : « et ».
- Les listes à puces sont à éviter, des paragraphes rédigés étant largement préférés. Les tableaux sont à réserver à la présentation de données structurées (résultats, etc.).
- Les appels de note de bas de page (petits chiffres en exposant, introduits par l'outil «  Source ») sont à placer entre la fin de phrase et le point final[comme ça].
- Les liens internes (vers d'autres articles de Wikipédia) sont à choisir avec parcimonie. Créez des liens vers des articles approfondissant le sujet. Les termes génériques sans rapport avec le sujet sont à éviter, ainsi que les répétitions de liens vers un même terme.
- Les liens externes sont à placer uniquement dans une section « Liens externes », à la fin de l'article. Ces liens sont à choisir avec parcimonie suivant les règles définies. Si un lien sert de source à l'article, son insertion dans le texte est à faire par les notes de bas de page.
- La présentation des références doit suivre les conventions bibliographiques. Il est recommandé d'utiliser les modèles {{Ouvrage}}, {{Chapitre}}, {{Article}}, {{Lien web}} et/ou {{Bibliographie}}. Le mode d'édition visuel peut mettre en forme automatiquement les références.
- Insérer une infobox (cadre d'informations à droite) n'est pas obligatoire pour parachever la mise en page.

Pour une aide détaillée, merci de consulter Aide:Wikification.
Si vous pensez que ces points ont été résolus, vous pouvez retirer ce bandeau et améliorer la mise en forme d'un autre article.
Rousif Chakir oglou Housseïnov (azéri : Rusif Şakir oğlu Hüseynov) est un chercheur, et politologue, azerbaïdjanais. Il est le cofondateur et rédacteur en chef du magazine politique en ligne The Politicon, ainsi que le cofondateur et directeur du Centre de Topchubachov. Les principaux intérêts de Housseïnov sont les processus socio-politiques dans les pays post-soviétiques, les conflits gelés et les minorités ethniques. Ses régions de recherche couvrent principalement l'Europe de l'Est, le Moyen-Orient, le Caucase et l'Asie centrale,.

## Biographie
Rousif Housseïnov est né le 24 août 1987 à Sahil, en RSS d'Azerbaïdjan. Il a été admis à l'Université d'État de Bakou en 2004 et a obtenu en 2008 une licence en relations internationales. Housseïnov a obtenu sa maîtrise à l'Institut d'études politiques Johan Skytte de l'Université de Tartu.
Housseïnov a créé le Centre de Topchubachov en avril 2018 avec Mourad Mouradov. Le centre fonctionne au sein de l'Union publique des études régionales à Bakou.
Les articles de Housseïnov ont été publiés dans des publications telles que le "Modern Diplomacy", "The Independent Türkçe", "Visegrad Insight", "New Eastern Europe", Centre d'études stratégiques et modernes, "Fondation Jamestown", Centre de recherche sur la crise et les politiques d'Ankara, "Foreign Policy News", "The National Interest", "Al Bawaba", "The Times of Israel", "TRT World", "Vostokian", "Polis180", et "Kyiv Post". Il a également participé à l'émission APAralel d'APA TV,.

## Travaux
Livres
- (en) 90 instants of the great leader, Heydər Əliyev İrsini Araşdırma Mərkəzi, 2013, 247 p. (OCLC 864881617)[29]

Articles
- GUAM+: Türkiye ve NATO için yeni fırsatlar
- Russian peacekeepers in Nagorno-Karabakh: An unlikely and unwanted scenario
- April victory: How important it is for Azerbaijan
- Baltic States are no longer ex-Soviet
- Tajikistan: transition to monarchy completed?
- South Gas Corridor and the recent escalation in Nagorno-Karabakh
- Azerbaijan Democratic Republic as the first democratic, parliamentary and secular republic in Islamic East
- Armenia sides with Russia again- This time in Syria
- Armenian geopolitics: Threats and claims
- Azerbaijan’s Short-Term Trump
- Escalation in Nagorno-Karabakh
- Nagorno-Karabakh: A part of Azerbaijan
- Victory Day cult in Russia
- How Armenia’s glorification of a Nazi collaborator has gone unnoticed
- Dodon's Transnistria visit and what it means for other frozen conflicts
- Armenia: chuzhoy sredi svoikh (a stranger among friends)
- Armenia sides with Russia again, this time in Syria
- Gagauzia: Geopolitics and identity
- Azerbaijan and the European Union
- Lord of the flies. Power struggles on Central Asia’s island of democracy
- Several reasons why Baku should not be interested in provocation along the border with Armenia
- The Southern Gas Corridor and the Recent Escalation in Karabakh
- Russia's involvement in Nagorno-Karabakh conflict: Unhelpful and unpromising
- Baltic States are no longer ex-Soviet
- Black list for Black Garden
- Shusha provocation: a fatal blow to the peace process?
- "Pakistan zindabad" in Azerbaijan
- Construction of sub-national identity vis-à-vis parent state: Gagauz case in Moldova
- Azerbaijan-Kazakhstan relations: current situation and prospects
- Cooperation in the Caucasus: How Four Countries Could Reshape European Security
- What a Morgue Scandal Tells Us about Armenia and Azerbaijan's Detainee Dispute
- Glorification of a Nazi collaborator in Armenia
- Azerbaijan and the EU: Cooperation instead of integration
- Time to Reform the Minsk Group
- Anti-Syrian Campaign in Turkey
- Rusif Huseynov: Ukraine – towards a frozen future?